# Герб Нового Калинова
Герб Нового Калинова — символ міста Новий Калинів Львівської області, затверджений 25 листопада 2004 року сесією Новокалинівської селищної ради.
Автори проекту — А. Гречило та М. Слободянюк.

## Опис
У синьому полі срібне вістря, на якому червоний кетяг калини з зеленим листом, обабіч — два золоті повернені один до одного крилаті мечі. Щит обрамований декоративним картушем i увінчаний срібною міською короною.

## Символіка
Кетяг калини вказує на назву міста, а крилаті мечі символізують військові авіаційні частини, що тут розташовані.